# Ichneumon cinctus
Ichneumon cinctus är en stekelart som beskrevs av Cuvier 1833. Ichneumon cinctus ingår i släktet Ichneumon och familjen brokparasitsteklar. Inga underarter finns listade i Catalogue of Life.